# Дипломатическая миссия
Дипломати́ческая ми́ссия (дипми́ссия) — вид постоянного дипломатического представительства, которое возглавляется посланником или постоянным поверенным в делах. Поскольку дипломатическую миссию возглавляет дипломат с рангом несколько ниже по сравнению с чрезвычайным и полномочным послом, то статус дипломатической миссии несколько ниже, чем посольства.
В XIX веке дипломатические миссии учреждались в основном в малых странах, в то время как посольства открывались в больших странах.
С точки зрения современного дипломатического права не существует принципиальных различий между посольством и дипломатической миссией в отношении прав, привилегий, и иммунитетов.
Иногда под понятием «Дипломатическая миссия» понимается разовое дипломатическое поручение («специальная миссия» или «чрезвычайная миссия»). Выполнение разового дипломатического поручения специально уполномоченным представителем (группой представителей) какого-либо субъекта международного права осуществляется по поручению правительства или ведомства внешних сношений, либо соответствующей международной организации. Примером может служить «Миссия Ярринга» — поручение, возложенное на шведского дипломата Генеральным секретарем ООН, в связи с резолюцией Совета Безопасности ООН № 242 от 22 ноября 1967 года, направленной на установление и поддержание контактов между рядом арабских стран и Израилем.